# 主要動

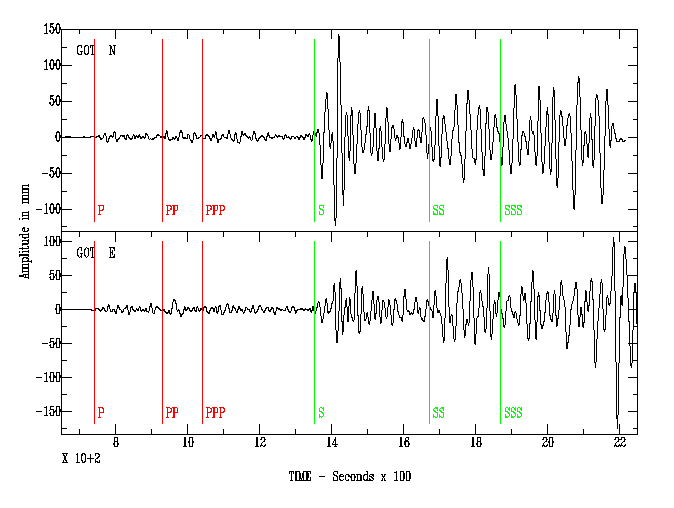
1906年サンフランシスコ地震の際にドイツの地震計で観測された地震波の波形。一番左の緑線より右側の部分が主要動。

主要動（しゅようどう）とは、地震における中盤の大規模な地震動のこと。地震波のS波と表面波（レイリー波・ラブ波）によって引き起こされる揺れのことである。また、主要動が到達するまでの間は、P波のみによる振動が継続し、その地震動は初期微動という。

## 概要
地震動は地震波により引き起こされ、地震波はP波・S波・表面波から構成されている。P波・S波・レイリー波・ラブ波の速度はそれぞれ異なっており、P波は5〜7km/秒、S波は3〜4km/秒である。そのため、観測地点から見ると、地震波はまずP波から到達し、次いでS波・ラブ波・レイリー波の順となる。表面波のうち、レイリー波はよく観測されるが、ラブ波は表層地盤の状態に左右され、ほとんど発生しないこともある。地震動もそれぞれの地震波によって引き起こされるため、まずP波による揺れ、次いでS波・ラブ波・レイリー波それぞれによる揺れが起きる。
S波はねじれ波（たわみ波もしくは剪断波とも呼ぶ）であり、その揺れはP波によるものより大きい。また、地震の波形を観測したとき、波形のうち主要動が占める部分が大半を占める。そのため、この揺れを主要動と呼称する。S波や表面波は地震波（地震動）の周期が比較的長いため、主要動はユサユサという大きな揺れであり、人間の体感でも感じ取りやすい。また、建物などを大きく揺らす周期と一致することが多く、主要動の特に強い揺れ（加速度が大きく、振幅が大きい揺れ）によって、建物が破壊的なダメージを受けることがある。
ただ、主要動の周期（または周波数）、加速度、振幅などの成分は地震によって多種多様である。また、1つの地震の地震波の波形の中にもさまざまな周期や加速度があり、その中でも最も卓越するもの（大きな割合をしめるもの）が、その地震の性質、つまり被害の傾向を決める。規模（マグニチュード）が大きな地震であっても、例えば主要動の周期が「やや短周期」であれば家屋の被害が大きくなり、「短周期」であれば体感震度が大きい割に計測震度が小さくなる。（詳しくは地震動を参照）
主要動を構成するS波と表面波は、S波のほうが減衰しやすい。そのため、震源から遠く離れた地点ほど、S波の影響が小さくなる代わりに表面波の影響が大きくなり、ユサユサとした周期の長い揺れになる傾向がある。また、震源の深さが数kmの直下型地震のように震源が浅い地震では、S波を凌ぐ強い表面波が発生する傾向にある。